# Aștileu
Aștileu (in ungherese Esküllő) è un comune della Romania di 3 814 abitanti, ubicato nel distretto di Bihor, nella regione storica della Transilvania.
Il comune è formato dall'unione di 4 villaggi: Aștileu, Călățea, Chistag, Peștere.